# Dodecàedre truncat
En geometria, el dodecàedre truncat és un dels tretze políedres arquimedians, s'obté truncant els vint vèrtex de l'dodecàedre.
Té 32 cares, 12 de les quals són decagonals i 20 triangulars, 90 arestes i a cadascun dels seus 60 vèrtex i concorren dues cares decagonals i una triangular.

## Àrea i volum
Les fórmules per calcular l'àrea A i el volum V d'un dodecàedre truncat tal que les seves arestes tenen longitud a són les següents:
{\displaystyle A=(5{\sqrt {3}}+30{\sqrt {5+2{\sqrt {5}}}})a^{2}}
{\displaystyle V={\begin{matrix}{5 \over 12}\end{matrix}}(99+47{\sqrt {5}})a^{3}}

## Esferes circumscrita, inscrita i tangent a les arestes
Els radis R, r i {\displaystyle \rho } de les esferes circumscrita, inscrita i tangent a les arestes respectivament són:
{\displaystyle {\begin{aligned}&R={\frac {a{\sqrt {74+30{\sqrt {5}}}}}{4}}\\&r={\frac {5a\left(17{\sqrt {2}}+3{\sqrt {10}}\right){\sqrt {37+15{\sqrt {5}}}}}{488}}\\&\rho ={\frac {a\left(5+3{\sqrt {5}}\right)}{4}}\\\end{aligned}}}
On a és la longitud de les arestes.

## Dualitat
El políedre dual del dodecàedre truncat és l'icosàedre triakis.

## Desenvolupament pla

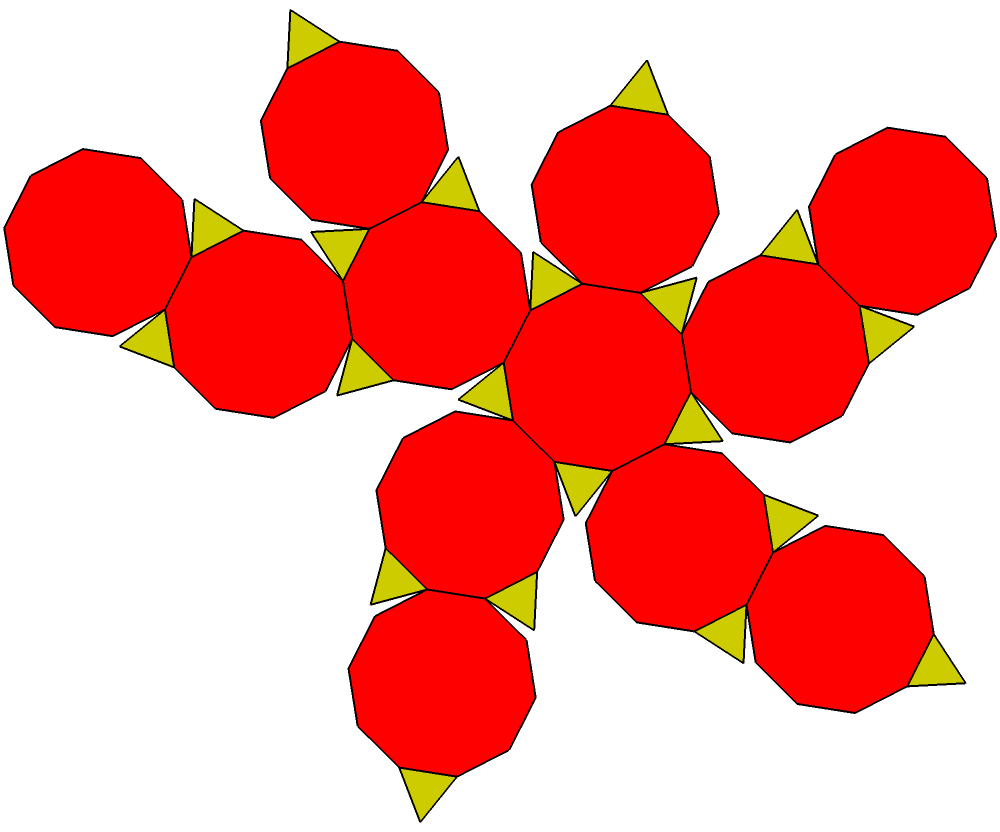
Desenvolupament pla del dodecàedre truncat

## Simetries
El grup de simetria del dodecàedre truncat té 120 elements; el grup de les simetries que preserven les orientacions és el grup icosàedric {\displaystyle I\cong A_{5}}. Són els mateixos grups de simetria que per l'icosàedre i pel dodecàedre.

## Políedres relacionats
La següent successió de políedres il·lustra una transició des del dodecàedre a l'icosàedre passant pel dodecàedre truncat:
| dodecàedre | dodecàedre truncat | icosidodecàedre | icosàedre truncat | icosàedre |